# Carlo Pennisi
Carlo Pennisi (Acireale, 21 dicembre 1949) è un chitarrista, produttore discografico, arrangiatore e compositore italiano.

## Biografia
Inizia la sua carriera professionale nei tardi anni '60 ad Acireale come chitarrista del gruppo Grog, al fianco dei suoi cugini Agostino e  Antonio Marangolo, con cui in seguito forma il gruppo Flea on the Honey (successivamente anche noti come Flea e Etna). Nella seconda metà degli anni '70 inizia una intensa attività di turnista, e alla fine del decennio fa parte del  gruppo Goblin e del progetto musicale Zebra Crossing.
Nel 1981 Pennisi viene messo sotto contratto dalla RCA come chitarrista, arrangiatore e produttore. Lo stesso anno entra a far parte dei New Perigeo, e in seguito allo scioglimento del gruppo fonda il progetto italo disco Cadence con Agostino Marangolo e la vocalist Diane Cobb. Nel 1987 apre un suo studio di registrazione. Gli artisti con cui Pennisi ha collaborato includono Riccardo Cocciante, Renato Zero, Gianni Morandi,Claudio Baglioni, Amii Stewart, Sergio Endrigo, Rino Gaetano, Enrico Ruggeri, Ivano Fossati, Eduardo De Crescenzo, Donatella Rettore, Nada, Luca Barbarossa, Nino Buonocore, Enzo Carella, Mike Francis, Tito Schipa Jr., Franco Fanigliulo e Renzo Arbore; in particolare è stato uno stretto collaboratore di Paola Turci  nella fase iniziale della sua carriera, nelle vesti di produttore, arrangiatore, musicista e occasionalmente compositore.